# Dmitri Wladimirowitsch Strachow
Dmitri Wladimirowitsch Strachow (russisch Дмитрий Владимирович Страхов, engl. Transkription Dmitry Strakhov; * 17. Mai 1995 in Wyborg) ist ein ehemaliger  russischer Radsportler, der Rennen auf Bahn und Straße bestritt.

## Sportliche Laufbahn
2012 und 2013 gehörte Dmitri Strachow zu dem russischen Junioren-Bahnvierer, der bei den Weltmeisterschaften jeweils eine Bronzemedaille errang. Ebenfalls 2013 wurde er in der Mannschaftsverfolgung mit Timor Gizzatullin, Sergei Mosin und Andrei Prostokschin Junioren-Europameister.
2016 erhielt Strachow einen Vertrag beim Lokosphinx und belegte im Jahr darauf bei der Vuelta a la Comunidad de Madrid Rang vier in der Gesamtwertung. Mitte 2018 wechselte er zum Team Katusha Alpecin. Im selben Jahr gewann er die Classica da Arrábida, zwei Etappen der Volta ao Alentejo, eine Etappe der Asturien-Rundfahrt sowie die Gesamtwertung des GP Beiras e Serra da Estrela. Zudem wurde er Achter der Tour of Britain und Neunter des Arctic Race of Norway.
Ende Februar 2020 startete Strachow bei der UAE Tour in Dubai und steckte sich dort – wie andere Rennfahrer auch – an COVID-19. Er wurde unter Quarantäne gestellt. Im März 2022 beendete er seine Radsportlaufbahn.

## Erfolge

### Straße
2013
- Trofeo Emilio Paganessi (Junioren)

2016
- Nachwuchswertung Volta Internacional Cova da Beira

2017
- Bergwertung Vuelta a Madrid
- Nachwuchswertung Volta Internacional Cova da Beira

2018
- Classica da Arrábida
- Punktewertung und zwei Etappen Volta ao Alentejo
- Gesamtwertung, Nachwuchswertung und eine Etappe Volta Internacional Cova da Beira
- eine Etappe Vuelta Asturias

### Bahn
2012
- Junioren-Weltmeisterschaft – Mannschaftsverfolgung (mit Alexei Kurbatow, Andrei Sazanow und Aidar Sakarin)

2013
- Junioren-Weltmeisterschaft – Mannschaftsverfolgung (mit Timor Gizzatullin, Sergei Mosin und Andrei Prostokschin)
- Junioren-Europameister – Mannschaftsverfolgung (mit Timor Gizzatullin, Sergei Mosin und Andrei Prostokschin)

## Grand-Tour-Platzierungen
| Grand Tour            | 2019 |
| --------------------- | ---- |
| Giro d’ItaliaGiro     | 121  |
| Tour de FranceTour    | –    |
| Vuelta a EspañaVuelta | –    |